# Вайле (футбольний клуб)
«Вайле» (дан. Vejle) — данський футбольний клуб з однойменного міста, заснований у 1891 році, як клуб з крикету. У червні 2011 року шляхом об'єднання з футбольним клубом «Кольдінг» був створений новий футбольний клуб — «Вайле Кольдинг», але 2013 року клуб відновив свою окрему історію.

## Історія
У портовому містечку з населенням у 50 тисяч мешканців футбольний клуб було засновано ще в позаминулому столітті. За тривалий період часу «Вайле» переживав суперечливі етапи свого існування. Цей відрізок охопив серйозні злети і болісні падіння. У списку перемог у новітній історії клубу — з десяток великих трофеїв. П'ять разів «Вайле» ставав найсильнішою командою Данії (востаннє у 1984-му) і ще шість разів здобував Кубок країни.

## Досягнення
Чемпіонат Данії
- Чемпіон (5): 1958, 1971, 1972, 1978, 1984
- Друге місце (3): 1965, 1974, 1997

Кубок Данії
- Володар (6): 1958, 1959, 1972, 1975, 1977, 1981

Брав участь в наступних європейських турнірах: Кубок чемпіонів УЄФА, Кубок кубків УЄФА, Кубок УЄФА